# آندرتا
آندرتا (به ایتالیایی: Andretta) یک کومونه در ایتالیا است که در استان آولینو واقع شده‌است.

## خصوصیات
آندرتا ۴۳٫۶۱ کیلومترمربع مساحت و ۲٬۱۸۸ نفر جمعیت دارد و ۸۴۰ متر بالاتر از سطح دریا واقع شده‌است.